# Naknek, Aljaska
Naknek, Aljaska (енгл. Naknek) насељено је место без административног статуса у америчкој савезној држави Аљаска.

## Демографија
По попису из 2010. године број становника је 544, што је 134 (-19,8%) становника мање него 2000. године.
| Група             | 2000.       | 2010.       |
| Белци             | 348 (51,3%) | 240 (44,1%) |
| Афроамериканци    | 0 (0,0%)    | 0 (0,0%)    |
| Азијати           | 1 (0,1%)    | 2 (0,4%)    |
| Хиспаноамериканци | 2 (0,3%)    | 14 (2,6%)   |
| Укупно            | 678         | 544         |